# Lancelot Holland

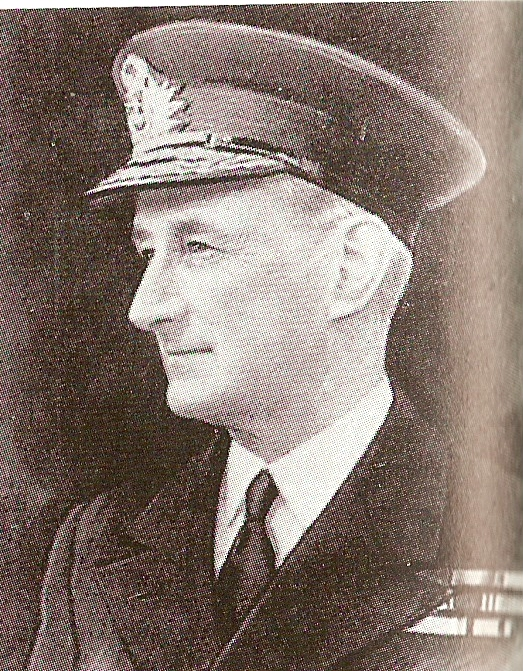
Lancelot Holland um 1940

Lancelot Ernest Holland CB (* 13. September 1887 in Banbury; † 24. Mai 1941 in der Dänemarkstraße) war ein britischer Admiral.

## Frühe Jahre
Holland war eines von sieben Kindern eines Arztes, der gleichzeitig als Brauer für die Firma Hunt and Edmonds Bier braute. Am 15. Mai 1902 trat er in die Royal Navy ein und verbrachte die ersten Jahre auf den Schiffen HMS Britannia, HMS Eclipse und HMS Hampshire in China bis zum August 1905. Wieder zu Hause angekommen wurde er auf das Rettungsschiff HMS Research versetzt, wobei ihm der Dienst dort nicht sonderlich gefiel. Daraufhin ließ er sich an die Artillerieschule der Royal Navy, HMS Excellent, versetzen, da er dort in Portsmouth die Ausbildung zum Geschützoffizier machen konnte. Seine Leistungen brachten ihn dann zur Artillerieschule nach Greenwich, wo er Aufbaukurse für Geschützoffiziere mitmachte.

## Erster Weltkrieg
Die gesamte Zeit des Ersten Weltkriegs hindurch verbrachte Holland im Rang eines Lieutenant in HMS Excellent in Portsmouth als Ausbilder für den Geschützoffiziersnachwuchs; er nahm an keiner Seeschlacht des Krieges teil.

## Zwischen den Weltkriegen
Nach dem Krieg wurde er weiter als Ausbilder beschäftigt. Am 31. Dezember 1919 wurde er zum Commander befördert und am 30. Juni 1926 wurde er Captain.
Zwischen Mai 1929 und Februar 1931 war er Kommandant des Kreuzers Hawkins, von Mai 1931 bis September 1932 war er Chef der britischen Marinemission in Griechenland und von Juli 1934 bis zum Juli 1935 war er Kommandant des Schlachtschiffes Revenge.
1937 wurde er zum Rear Admiral befördert und war von Januar 1938 bis August 1939 Befehlshaber des 2. Schlachtgeschwaders der Atlantic Fleet mit dem Flaggschiff Resolution. Daraufhin wurde er als Repräsentant der Marine ins Luftfahrtministerium abkommandiert.

## Zweiter Weltkrieg
Ab Juli 1940 war er Befehlshaber des 7. Kreuzergeschwaders im Mittelmeer. In dieser Eigenschaft führte er seine Kreuzer in der Seeschlacht bei Kap Teulada am 27. November 1940. Dabei unterstrich er seinen Ruf als Experte in Geschützfragen. Anschließend wurde er zum Vice Admiral befördert.

### Letztes Kommando

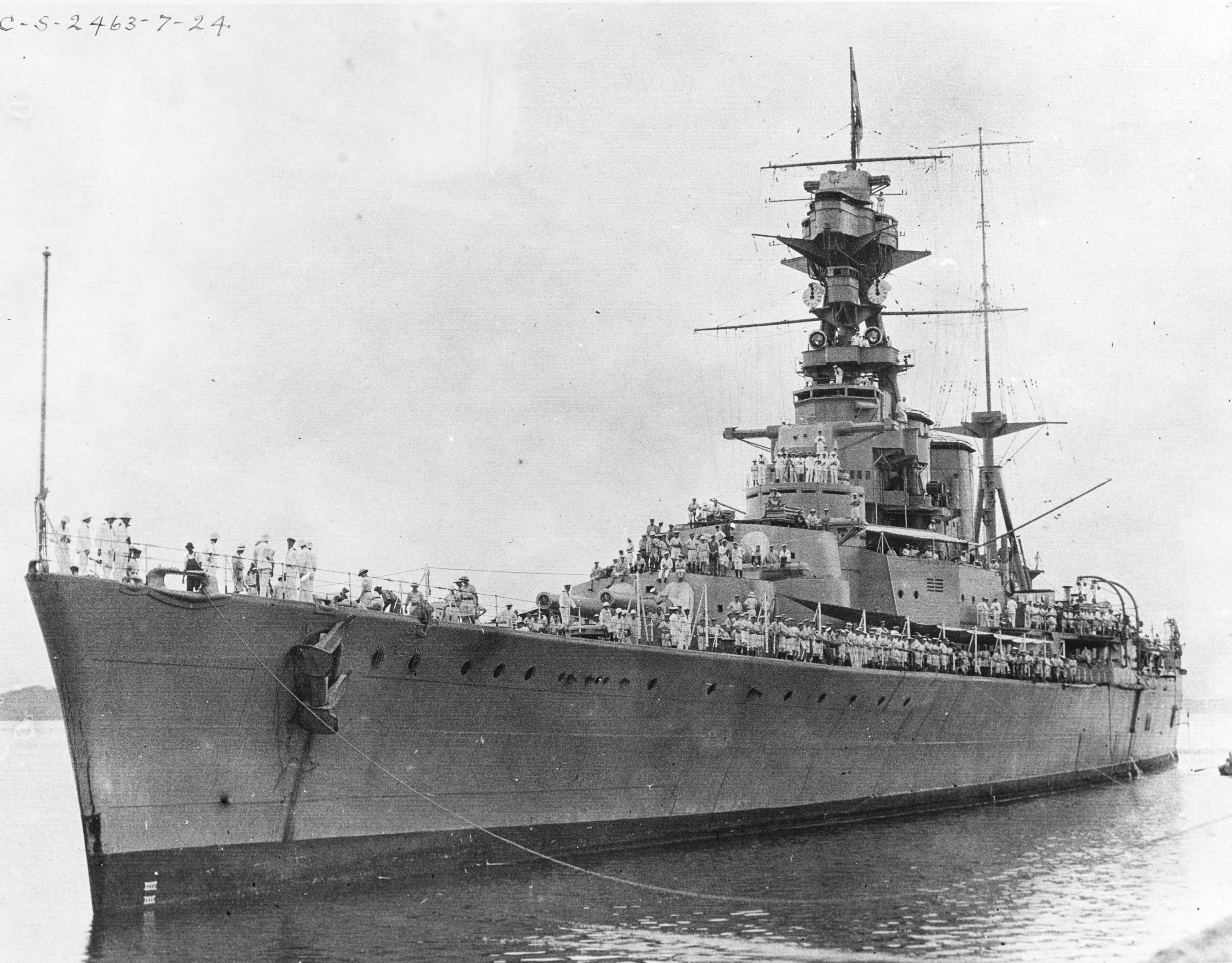
Die Hood im Panamakanal, 1924

Im Jahre 1941 wurde ihm das Schlachtkreuzer-Geschwader unterstellt. Sein Flaggschiff war die Hood, außerdem existierten nur noch die beiden Schlachtkreuzer Repulse und Renown. Sie waren in der Royal Navy die letzten Schiffe dieses Schiffstyps.
Die neuen deutschen Schlachtschiffe Bismarck und Tirpitz waren zwar hinsichtlich ihrer Bewaffnung fast identisch mit der Hood und etwas langsamer. Bei ihrer Indienststellung konnte kein britisches Großkampfschiff mit Ausnahme der drei genannten Schlachtkreuzer sie an Geschwindigkeit übertreffen.
Am 23. Mai 1941 bekam Holland den Auftrag, das Schlachtschiff Bismarck und den Schweren Kreuzer Prinz Eugen in der Dänemarkstraße abzufangen. In einem isländischen Fjord liegend unterstanden ihm die Hood und das neue Schlachtschiff Prince of Wales, das noch nicht vollständig einsatzbereit war und deshalb noch Werftarbeiter an Bord hatte. Holland lief eskortiert von sechs Zerstörern auf Abfangkurs in nördlicher Richtung in die Dänemarkstraße ein, als die deutschen Schiffe im Morgengrauen des 24. Mai 1941 in Sicht kamen.
Den geltenden Richtlinien und Empfehlungen der Admiralität folgend, lief Holland fast direkt auf die deutschen Schiffe zu, um die Schlachtentfernung schnellstmöglich zu verringern. So konnte er jedoch nur die vorderen Türme seiner schweren Einheiten einsetzen. Sein Gegenspieler, Admiral Günter Lütjens auf der Bismarck, drehte seine Schiffe früh bei, so dass er alle schweren Geschütze sowie sogar die Mittelartillerie einsetzen konnte.
Die beiden deutschen Schiffe konzentrierten ihr Feuer zunächst auf die Hood, sodass sie nach etwa sechs Minuten bereits mehrere Treffer abbekommen und die Bereitschaftsmunition der Luftabwehrgeschütze zu brennen begonnen hatte. Eine Minute später detonierte eine Granate der Bismarck im Hauptmunitionsdepot des Schiffes. Die Explosion zerriss das Schiff, bis auf den Schotten William Dundas und die beiden Engländer Robert Tilburn und Edward Briggs kam die ganze Besatzung mitsamt Admiral Holland beim Untergang der Hood ums Leben.

## Privat
Holland war verheiratet und hatte einen Sohn, John, der im Jahre 1935 im Alter von 18 Jahren an Polio starb.